# Altamont (Tennessee)
Pour les articles homonymes, voir Altamont (homonymie).
La ville américaine d’Altamont est le siège du comté de Grundy, dans l’État du Tennessee. Lors du recensement de 2010, sa population s’élevait à 1 045 habitants.

## Source
- (en) Cet article est partiellement ou en totalité issu de l’article de Wikipédia en anglais intitulé « Altamont, Tennessee » (voir la liste des auteurs).